# MF Piast
MF Piast jeden z dwóch promów morskich typu ROPAX (obok MF Patria) zamówiony w Stoczni Szczecińskiej przez Polską Żeglugę Morską.
Statek został zaprojektowany przez szczecińską stocznię. Umowa na budowę pomiędzy przedsiębiorstwami podpisana została 16 kwietnia 2007 roku w Szczecinie i przewiduje jego oddanie do eksploatacji przez Unity Line jesienią 2010 roku.
Na promie przewidziano linię ładunkową o długości ok. 3000 m, co sprawi, że pomieści on ok. 200 TIRów.
Stocznia Szczecińska w chwili upadku nie rozpoczęła jego budowy. PŻM nie zrezygnował jednak z planów zakupu, ale odłożył je w czasie.